# Temporada do Portimonense Sporting Clube de 2018–19
O Portimonense Sporting Clube, na temporada 2018–19, participará em três competições: Liga Portuguesa, Taça de Portugal e a Taça da Liga.

## Uniforme
Fornecedor:
- Mizuno

Patrocinador Principal:
- VisitPortimão.com | Disarte Home | Mizuno

## Jogadores

### Elenco
Legenda
- : Capitão
- : Jogador lesionado